# Серце дракона (фільм, 1985)
«Серце дракона» (англ. Heart of the Dragon) — гонконгський фільм з Джекі Чаном у головній ролі. Фільм вийшов на екрани в 1985 році.

## Сюжет
Молодий поліцейський Тед, що поступив в спецпідрозділ поліції, отримує перше завдання. Під час розслідування Тед дізнається, що його братик Денні, недолугий товстун і недотепа, виявився замішаним в торгівлі краденим. Порятунок єдиної рідної людини стає головним завданням Теда.

## В ролях
- Джекі Чан — Тед
- Саммо Хунг — Денні
- Емілі Чу — Джені
- Маґ Хоі — Ян
- Лам Чінг Їнг — Командир команди SWAT
- Чан Лунг — SWAT